# فهرست سیاستمداران مرتبط با جنبش تی پارتی
آنچه در پی می‌آید سیاستمداران جنبش تی پارتی هستند که عمدتاً با محافظه کاری، لیبرترینیسم، و مردم گرایی شناخته می‌شود.

## آلاباما
- رابرت ادرهولت، نماینده جمهوریخواه مجلس نمایندگان ایالات متحده آمریکا از حوزه انتخابیه چهارم آلاباما (۱۹۹۷–تا کنون) و عضوی از کاکس تی پارتی.[۵]

## اریزونا
- ترنت فرنکس، نمایندهٔ جمهوریخواه مجلس آمریکا از حوزه انتخابیه دوم آریزونا و عضوی از کاکس تی پارتی.[۶]
- دیوید شویکرت، نمایندهٔ جمهوریخواه مجلس آمریکا از حوزه انتخابیه ششم آریزونا (۲۰۱۳-تا کنون) و حوزه انتخابیه پنجم آریزونا (۲۰۱۱–۲۰۱۳)
- پال گوسار، نمایندهٔ جمهوریخواه مجلس آمریکا از حوزه انتخابیه چهارم آریزونا (۲۰۱۱-تا کنون)
- مات سالمون، نمایندهٔ جمهوریخواه مجلس آمریکا از حوزه انتخابیه پنجم آریزونا (۲۰۱۳-تا کنون)

## کالیفرنیا
- جف دنهام، نمایندهٔ جمهوریخواه مجلس آمریکا از حوزه انتخابیه نوزدهم کالیفرنیا (۲۰۱۱–تا کنون). In January 2011, Matthew Mosk of ای‌بی‌سی نیوز wrote that Denham had campaigned in 2010 "under the Tea Party banner".[۷]
- تام مک‌کلینتوک، نمایندهٔ جمهوریخواه مجلس آمریکا از حوزه انتخابیه چهارم کالیفرنیا (۲۰۰۹–تا کنون) و از اعضای کاکس تی پارتی.[۸]
- اید ریک، نمایندهٔ جمهوریخواه مجلس آمریکا از کالیفرنیا's حوزه انتخابیه سی‌ونهم کالیفرنیا (۱۹۹۳–۲۰۰۳ و ۲۰۱۳-تا کنون) و حوزه انتخابیه چهلم کالیفرنیا (۲۰۰۳–January 2013) و از اعضای کاکس تی پارتی.[۹]
- گری میلر، نمایندهٔ جمهوریخواه مجلس آمریکا از کالیفرنیا's 41st (۱۹۹۹–۲۰۰۳) و حوزه انتخابیه چهل‌ودوم کالیفرنیا (۲۰۰۳–تا کنون) و از اعضای کاکس تی پارتی.[۶]

## کلرادو
- کری گاردنر، نمایندهٔ جمهوریخواه مجلس آمریکا از حوزه انتخابیه چهارم کلرادو (۲۰۱۱–تا کنون). In September 2010, Dan Amira of نیویورک (مجله) listed Gardner as one of "dozens of tea-party-associated House of Reتا کنونatives cوidates".[۱۰]
- دوگ لمبرن، نمایندهٔ جمهوریخواه مجلس آمریکا از حوزه انتخابیه پنجم کلرادو (۲۰۰۷–تا کنون) و از اعضای کاکس تی پارتی.[۶]

## فلوریدا
- سندی ادمز، نماینده جمهوریخواه مجلس نمایندگان ایالات متحده آمریکا از حوزه انتخابیه بیست‌وچهارم فلوریدا (۲۰۱۱–۲۰۱۳) و عضوی از کاکس تی پارتی.[۱۱] Adams' 2012 re-election campaign has received the endorsement of the Central Florida Tea Party.[۱۲]
- گوس بلیرکیس، نمایندهٔ جمهوریخواه مجلس آمریکا از حوزه انتخابیه نهم فلوریدا (۲۰۰۷–تا کنون) و از اعضای کاکس تی پارتی.[۱۳]>
- Dean Cannon, Republican state reتا کنونative (۲۰۰۴–تا کنون) و speaker of the state House of Reتا کنونatives (۲۰۱۰–تا کنون). Cannon expressed support for the tea party movement in June 2010.[۱۴]
- آندر کارنشو، نمایندهٔ جمهوریخواه مجلس آمریکا از حوزه انتخابیه چهارم فلوریدا (۲۰۰۱–تا کنون) و از اعضای کاکس تی پارتی.[۱۵]
- ریچ نوگنت، نمایندهٔ جمهوریخواه مجلس آمریکا از حوزه انتخابیه پنجم فلوریدا (۲۰۱۱–تا کنون) و از اعضای کاکس تی پارتی.[۱۶]
- Dennis Ross، نمایندهٔ جمهوریخواه مجلس آمریکا از حوزه انتخابیه دوازدهم فلوریدا (۲۰۱۱–تا کنون) و از اعضای کاکس تی پارتی.[۱۷]
- استیو ساوثرلند، نمایندهٔ جمهوریخواه مجلس آمریکا از حوزه انتخابیه دوم فلوریدا (۲۰۱۱–تا کنون) و the founder of Bay Patriots, a group aligned with the tea party.[۱۸]
- Cliff Stearns، نمایندهٔ جمهوریخواه مجلس آمریکا از حوزه انتخابیه ششم فلوریدا (۱۹۸۹–۲۰۱۳) و از اعضای کاکس تی پارتی.[۱۹]
- Allen West, former نمایندهٔ جمهوریخواه مجلس آمریکا از Florida's 22nd congressional district (۲۰۱۱–۲۰۱۳) و از اعضای کاکس تی پارتی during his time in Congress.[۲۰] West's 2012 re-election campaign has received the endorsement of FreedomWorks. He lost his re-election bid in 2012 to Patrick Murphy.[۲۱]
- تد یوهو، نمایندهٔ جمهوریخواه مجلس آمریکا از حوزه انتخابیه سوم فلوریدا (۲۰۱۳-تا کنون)
- Connie Mack IV، نمایندهٔ جمهوریخواه مجلس آمریکا از حوزه انتخابیه نوزدهم فلوریدا (۲۰۰۵–۲۰۱۳)، Republican nominee for U.S. Senate in 2012
- تری ردل، نمایندهٔ جمهوریخواه مجلس آمریکا از حوزه انتخابیه نوزدهم فلوریدا (۲۰۱۳-تا کنون)

## جورجیا
- پال برون، نماینده جمهوریخواه مجلس نمایندگان ایالات متحده آمریکا از حوزه انتخابیه دهم جورجیا (۲۰۰۷–تا کنون) و عضوی از کاکس تی پارتی.[۲۲] Broun was re-elected in November 2012.
- هرمان کاین، ۲۰۱۲ presidential cوidate. Cain gave the tea party response to رئیس‌جمهور ایالات متحده آمریکا باراک اوباما's 2012 State of the Union Address.[۲۳]
- فیل گینگری، نمایندهٔ جمهوریخواه مجلس آمریکا از حوزه انتخابیه یازدهم جورجیا (۲۰۰۳–تا کنون) و از اعضای کاکس تی پارتی.[۲۴]
- تام پرایس، نمایندهٔ جمهوریخواه مجلس آمریکا از حوزه انتخابیه ششم جورجیا (۲۰۰۵–تا کنون) و از اعضای کاکس تی پارتی.[۲۵] In April 2011, Stephanie Mencimer of Mother Jones described Price as "the tea party's favorite doctor in the House during the health care fight".[۲۶]
- لین وستمورلند، نمایندهٔ جمهوریخواه مجلس آمریکا از Georgia's 8th (۲۰۰۵–۰۷) و حوزه انتخابیه سوم جورجیا (۲۰۰۷–تا کنون) و از اعضای کاکس تی پارتی.[۲۷] In December 2011, Justin Sink of The Hill described Westmorelو as a "Tea Party favorite".[۲۸]

## آیداهو
- رائول لابرادور، نمایندهٔ جمهوریخواه مجلس آمریکا از حوزه انتخابیه اول آیداهو (۲۰۱۱-تا کنون)

## ایلینوی
- رندی هولتگرن، نمایندهٔ جمهوریخواه مجلس آمریکا از حوزه انتخابیه چهاردهم ایلی‌نوی (۲۰۱۱–تا کنون). In January 2012, Edward McClellو of  NBC Chicago  wrote that Hultgren "aligns with the Tea Party".[۲۹]
- Joe Walsh، نمایندهٔ جمهوریخواه مجلس آمریکا از حوزه انتخابیه هشتم ایلی‌نوی (۲۰۱۱–۲۰۱۳) و عضوی از کاکس تی پارتی.[۳۰] Walsh's 2012 re-election campaign has received the endorsement of FreedomWorks.[۲۱] Walsh has since been defeated by تیمی دوکورث.

## ایندیانا
- دن برتن، نماینده جمهوریخواه مجلس نمایندگان ایالات متحده آمریکا از حوزه انتخابیه ششم ایندیانا (۱۹۸۳–۲۰۰۳) و حوزه انتخابیه پنجم ایندیانا (۲۰۰۳–تا کنون) و عضوی از کاکس تی پارتی.[۳۱]
- مایک پنس، نمایندهٔ جمهوریخواه مجلس آمریکا از حوزه انتخابیه دوم ایندیانا (۲۰۰۱–۰۳) و ششم ایندیانا (۲۰۰۳–۲۰۱۳) و از اعضای کاکس تی پارتی.[۳۲] In May 2011, Michael Muskal of the لس‌آنجلس تایمز described Pence, who is running for Governor of Indiana in ۲۰۱۲، as "a 'tea party' favorite".[۳۳] در نوامبر ۲۰۱۲ پنس به فرمانداری ایندیانا انتخاب شد.
- تاد یانگ، نمایندهٔ جمهوریخواه مجلس آمریکا از حوزه انتخابیه نهم ایندیانا (۲۰۱۱–تا کنون). In September 2010, Dan Amira of نیویورک (مجله) listed Young as one of "dozens of tea-party-associated House of Reتا کنونatives cوidates",[۱۰] و Young's campaign received the endorsement of FreedomWorks.[۳۴]

## آیووا
- استیو کینگ، نماینده جمهوریخواه مجلس نمایندگان ایالات متحده آمریکا از Iowa's 5th congressional district (۲۰۰۳–تا کنون) و a founding member of the Tea Party Caucus.[۳۵] King's 2012 re-election campaign has received the endorsement of FreedomWorks.[۲۱] King was re-elected in November 2012.

## کانزاس
- تیم هولسکمپ، نماینده جمهوریخواه مجلس نمایندگان ایالات متحده آمریکا از حوزه انتخابیه اول کانزاس (۲۰۱۱–تا کنون) و عضوی از کاکس تی پارتی.[۲۷]
- لین جنکینز، نمایندهٔ جمهوریخواه مجلس آمریکا از حوزه انتخابیه دوم کانزاس (۲۰۰۹–تا کنون) و از اعضای کاکس تی پارتی.[۳۶]
- جری مورن، سناتور جمهوریخواه ایالات متحده (۲۰۱۱–تا کنون) و a member of the Senate Tea Party Caucus.[۳۷]

## کنتاکی
- رند پال، سناتور جمهوریخواه ایالات متحده (۲۰۱۱–تا کنون) و از اعضای مؤسس کاکس تی پارتی در سنا. پال پاسخ تی پارتی را به سخنرانی سالانه رئیس‌جمهور ایالات متحده آمریکا باراک اوباما'ارائه کرد.[۳۸]
- توماس مسی، نماینده جمهوریخواه مجلس نمایندگان ایالات متحده آمریکا (۲۰۱۲-تا کنون) از حوزه انتخابیه چهارم کنتاکی.

## لوییزیانا
- رادنی الکساندر، نماینده جمهوریخواه مجلس نمایندگان ایالات متحده آمریکا از حوزه انتخابیه پنجم لوئیزیانا (۲۰۰۳–تا کنون) و عضوی از کاکس تی پارتی.[۳۶]
- بیل کسیدی، نمایندهٔ جمهوریخواه مجلس آمریکا از حوزه انتخابیه ششم لوئیزیانا (۲۰۰۹–تا کنون) و از اعضای کاکس تی پارتی.[۳۹]
- جان سی. فلمینگ، نمایندهٔ جمهوریخواه مجلس آمریکا از حوزه انتخابیه چهارم لوئیزیانا (۲۰۰۹–تا کنون) و از اعضای کاکس تی پارتی.[۴۰]
- Jeff Lوry، نمایندهٔ جمهوریخواه مجلس آمریکا از حوزه انتخابیه سوم لوئیزیانا (۲۰۱۱–۲۰۱۳) و از اعضای کاکس تی پارتی.[۴۱] Lوry's successful 2010 Republican primary campaign against Hunt Downer received the endorsement of the Tea Party of Louisiana,[۴۲] while his 2012 primary campaign against fellow U.S. Reتا کنونative چارلز بستانی has received the endorsement of FreedomWorks.[۲۱] Lوry lost the runoff to Boustany in a ۶۱٪ to 39% rout on December ۸، ۲۰۱۲.
- استیو اسکلیس، نمایندهٔ جمهوریخواه مجلس آمریکا از حوزه انتخابیه اول لوئیزیانا (۲۰۰۸–تا کنون) و از اعضای کاکس تی پارتی.[۴۳]
- دیوید ویتر، سناتور جمهوریخواه ایالات متحده (۲۰۰۵–تا کنون). In April 2010, David Weigel of واشینگتن پست wrote that Vitter, during his re-election campaign, ran as " a living, breathing reتا کنونation of the tea party movement.[۴۴]

## مریلند
- Roscoe Bartlett، نماینده جمهوریخواه مجلس نمایندگان ایالات متحده آمریکا از حوزه انتخابیه ششم مریلند (۱۹۹۳–۲۰۱۳) و was a member of the Tea Party Caucus.[۴۵]
- وrew Harris، نمایندهٔ جمهوریخواه مجلس آمریکا از حوزه انتخابیه اول مریلند (۲۰۱۱–تا کنون). Harris successfully challenged incumbent حزب دموکرات ایالات متحده آمریکا Frank Kratovil in 2010، receiving the endorsement of FreedomWorks.[۳۴]

## میشیگان
- جاستین اماش، نماینده جمهوریخواه مجلس نمایندگان ایالات متحده آمریکا از حوزه انتخابیه سوم میشیگان (۲۰۱۱–تا کنون). In May 2012, Susan Davis of یواس‌ای تودی described Amash as "Tea Party-aligned".[۴۶]
- Mike Bishop, Republican state senator (۲۰۰۳–۱۱) و majority leader. In February 2010 Bishop endorsed the beliefs و ideals of tea party groups.[۴۷]
- Pete Hoekstra، نمایندهٔ جمهوریخواه مجلس آمریکا از حوزه انتخابیه دوم میشیگان (۱۹۹۳–۲۰۱۱) و عضوی از کاکس تی پارتی.[۳۶]
- تیم والبرگ، نمایندهٔ جمهوریخواه مجلس آمریکا از حوزه انتخابیه هفتم میشیگان (۲۰۰۷–۰۹، ۲۰۱۱–تا کنون) و از اعضای کاکس تی پارتی.[۴۸]
- کری بنتیویلیو، نمایندهٔ جمهوریخواه مجلس آمریکا از حوزه انتخابیه یازدهم میشیگان (۲۰۱۳-تا کنون)

## مینه‌سوتا
- میشل باکمن، نماینده جمهوریخواه مجلس نمایندگان ایالات متحده آمریکا از حوزه انتخابیه ششم مینه‌سوتا (۲۰۰۷–تا کنون) و مؤسس کاکس تی پارتی.[۴۹] باکمن در ۲۰۱۲ برای ریاست جمهوری نامزد شد و تی پارتی اکسپرس از وی حمایت کرد.[۵۰] Bachmann delivered the tea party response to رئیس‌جمهور ایالات متحده آمریکا باراک اوباما's 2011 State of the Union Address.[۵۱] She has also been called the "Queen of the Tea Party".[۵۲][۵۳]

## میسیپیپی
- فیل برایانت، حزب جمهوری‌خواه ایالات متحده آمریکا فرماندار میسیسیپی (۲۰۱۲–تا کنون). In March 2012 the Central Mississippi Tea Party dubbed Bryant "the first tea party governor."[۵۴]
- استیون پالزو، نماینده جمهوریخواه مجلس نمایندگان ایالات متحده آمریکا از حوزه انتخابیه چهارم میسیسیپی (۲۰۱۱–تا کنون) و عضوی از کاکس تی پارتی.[۵۵] In September 2011, George Altman of gulflive.com described Palazzo as 2010's tea party darling".[۵۶]

## میزوری
- ویکی هرتزلر، نمایندهٔ جمهوریخواه مجلس آمریکا از حوزه انتخابیه چهارم میزوری (۲۰۱۱–تا کنون) و از اعضای کاکس تی پارتی.[۵۷]
- Allen Icet, Republican state reتا کنونative. In April 2010, Jo Mannies of the St. Louis Beacon listed Icet as one of a number of Republicans who "have sought to promote their Tea Party ties."[۵۸]
- بیلی لانگ، نمایندهٔ جمهوریخواه مجلس آمریکا از حوزه انتخابیه هفتم میزوری (۲۰۱۱–تا کنون). In September 2011, Frank Morris of رادیوی عمومی ملی described Long as "a Tea Party stalwart".[۵۹]
- بلین لوتکمیر، نمایندهٔ جمهوریخواه مجلس آمریکا از Missouri's 9th congressional district (۲۰۰۹–تا کنون) و از اعضای کاکس تی پارتی.[۵۷]
- Tom Schweich, Republican State Auditor (۲۰۱۱–تا کنون). In April 2010, Jo Mannies of the St. Louis Beacon listed Schweich as one of a number of Republicans who "have sought to promote their Tea Party ties."[۵۸]

## مونتانا
- دنی ربرگ، نمایندهٔ جمهوریخواه مجلس آمریکا از Montana's At-large congressional district (۲۰۰۱–۲۰۱۳) و عضوی از کاکس تی پارتی.[۶۰]
- Derek Skees, Republican state reتا کنونative. In October 2010, Skees said he "was in the Tea Party before it was cool".[۶۱]

## نبرسکا
- Adrian Smith، نماینده جمهوریخواه مجلس نمایندگان ایالات متحده آمریکا از حوزه انتخابیه سوم نبراسکا و عضوی از کاکس تی پارتی.[۶۲]

## نیو همپشر
- چارلز بلس، نماینده جمهوریخواه مجلس نمایندگان ایالات متحده آمریکا از حوزه انتخابیه دوم نیوهمپشایر (۱۹۹۵–۲۰۰۷، ۲۰۱۱–۲۰۱۳). In October 2010, Christopher Rowlو of بوستون گلوب wrote that Bass, in his 2010 campaign, sought "to firm up his conservative credentials with an embrace of the Tea Party movement."[۶۳]

## نیو مکزیکو
- گری جانسن، حزب جمهوری‌خواه ایالات متحده آمریکا Governor of New Mexico (۱۹۹۵–۲۰۰۳) و انتخابات ریاست‌جمهوری ایالات متحده آمریکا (۲۰۱۲) حزب لیبرترین (ایالات متحده آمریکا) presidential nominee. In April 2011, David Weigel of Slate wrote that Johnson "was the Tea Party more than a decade before the idea occurred to Rick Santelli."[۶۴]

## کرلاینای شمالی
- مارک میدوز، نماینده جمهوریخواه مجلس نمایندگان ایالات متحده آمریکا از حوزه انتخابیه یازدهم کارولینای شمالی On August 21, 2013 Meadows wrote an open letter to House Speaker John Boehner و Majority Leader Eric Cantor encouraging them to "affirmatively de-fund the implementation و enforcement of ObamaCare in any relevant appropriations bills brought to the House floor in the 113th Congress, including any continuing appropriations bill."
- ریچارد بر، حزب جمهوری‌خواه ایالات متحده آمریکا مجلس سنای ایالات متحده آمریکا (۲۰۰۵–تا کنون). In November 2010, Mary C. Curtis of Politics Daily wrote that Burr had "embraced" the tea party in his ۲۰۱۰ re-election campaign.[۶۵]
- هوارد کبل، نماینده جمهوریخواه مجلس نمایندگان ایالات متحده آمریکا از حوزه انتخابیه ششم کارولینای شمالی (۱۹۸۵–تا کنون) و عضوی از کاکس تی پارتی.[۶۶]
- ویرجینیا فاکس، نمایندهٔ جمهوریخواه مجلس آمریکا از حوزه انتخابیه پنجم کارولینای شمالی (۲۰۰۵–تا کنون). In April 2012, Katrina Trinko of نشنال ریویو described Foxx as a "tea-party congresswoman".[۶۷]
- Sue Myrick، نمایندهٔ جمهوریخواه مجلس آمریکا از حوزه انتخابیه نهم کارولینای شمالی (۱۹۹۵–۲۰۱۳) و از اعضای کاکس تی پارتی.[۶۸]

## داکوتای شمالی
- Gary Emineth, former chair of the North Dakota Republican Party و a founding member of the North Dakota Tea Party Caucus.[۶۹]
- Duane Sو، Republican cوidate for the مجلس سنای ایالات متحده آمریکا in ۲۰۰۰ و ۲۰۱۲ و for the U.S. House of Reتا کنونatives in ۲۰۰۴ و ۲۰۰۸. Sو was a founding member of the North Dakota Tea Party Caucus.[۶۹]

## اکلاهما
- تام کوبرن، سناتور جمهوریخواه ایالات متحده (۲۰۰۵–تا کنون). In July 2011, Jennifer Steinhauer of نیویورک تایمز described Coburn as "a Tea Partier long before the movement even had a name".[۷۰]
- جیمز لنکفرد، نمایندهٔ جمهوریخواه مجلس آمریکا از حوزه انتخابیه پنجم اکلاهما (۲۰۱۱–تا کنون). In June 2012, Tanya Snyder of  Streetsblog Capitol Hill  described Lankford as "a Tea Party Republican".[۷۱]

## پنسیلوانیا
- مایک کلی، نمایندهٔ جمهوریخواه مجلس آمریکا از حوزه انتخابیه سوم پنسیلوانیا (۲۰۱۱–تا کنون). Kelly was a co-founder of the tea party movement in his area.[۷۲]
- Sam Rohrer, Republican state reتا کنونative (1993–2010). In February 2012, Jon Delano of  CBS Pittsburgh  wrote that "Rohrer ran for Governor as the conservative Tea Party Republican" in ۲۰۱۰.[۷۳]
- پت تومی، سناتور جمهوریخواه ایالات متحده (۲۰۱۱–تا کنون). In October 2011, Peter Schroeder of The Hill described Toomey as "the دوفاکتو Tea Party voice on Congress's 'supercommittee'".[۷۴]

## رود آیلند
- John Robitaille، حزب جمهوری‌خواه ایالات متحده آمریکا nominee for Governor of Rhode Islو in ۲۰۱۰. Robitaille, in response to the question "do you consider yourself somebody who embodies the ideals of the [tea party] movement?"، responded in October 2010 "I do, I do."[۷۵]

## کرلاینای جنوبی
- جیم دمینت، حزب جمهوری‌خواه ایالات متحده آمریکا مجلس سنای ایالات متحده آمریکا (۲۰۰۵–۲۰۱۲) و بنیانگذار کاکس تی پارتی سنا.[۷۶] In January 2012, Jim Davenport of هافینگتن پست described DeMint as "a dean of the influential و well-funded tea party movement".[۷۷]
- جف دانکن، نماینده جمهوریخواه مجلس نمایندگان ایالات متحده آمریکا از حوزه انتخابیه سوم کارولینای جنوبی (۲۰۱۱–تا کنون) و از اعضای کاکس تی پارتی.[۲۷]
- تری گاودی، نمایندهٔ جمهوریخواه مجلس آمریکا از حوزه انتخابیه چهارم کارولینای جنوبی (۲۰۱۱–تا کنون). In July 2011, Kara Brوeisky of نیو ریپابلیک described Gowdy as a "Tea Party congressman".[۷۸]
- نیکی هیلی، Republican Governor of South Carolina (۲۰۱۱–تا کنون). Haley was elected in ۲۰۱۰ with tea party support,[۷۹] و in her 2012 book Can't Is Not an Option wrote "one of the main reasons that the Tea Party و I are such a natural fit is that they understو the importance of putting principles before politics".[۸۰]
- میک مولوینی، نمایندهٔ جمهوریخواه مجلس آمریکا از حوزه انتخابیه پنجم کارولینای جنوبی (۲۰۱۱–تا کنون) و از اعضای کاکس تی پارتی.[۸] Mulvaney successfully challenged حزب دموکرات ایالات متحده آمریکا incumbent John Spratt in 2010، receiving the backing of the tea party.[۸۱]
- مارک سنفورد، Republican Governor of South Carolina (۲۰۰۳–۱۱) و U.S. Reتا کنونative از حوزه انتخابیه اول کارولینای جنوبی (۲۰۱۳-تا کنون). Sanford has described himself as "Tea Party before the Tea Party was cool".[۸۲]
- تیم اسکات، نمایندهٔ جمهوریخواه مجلس آمریکا از حوزه انتخابیه اول کارولینای جنوبی (۲۰۱۱–۲۰۱۲)، U.S. Senator از کارولینای جنوبی (۲۰۱۲-تا کنون) و از اعضای کاکس تی پارتی.[۸]
- جو ویلسن، نمایندهٔ جمهوریخواه مجلس آمریکا از حوزه انتخابیه دوم کارولینای جنوبی (۲۰۱۱-تا کنون) و از اعضای کاکس تی پارتی.[۸۳] In November 2009 Wilson spoke at tea party events at Ford Mansion in موریستاون، نیوجرسی[۸۴] و at کپیتال هیل.[۸۵]
- Tom Davis[۸۶]

## تنسی
- دین بلک، نماینده جمهوریخواه مجلس نمایندگان ایالات متحده آمریکا از حوزه انتخابیه ششم تنسی (۲۰۱۱–تا کنون) و عضوی از کاکس تی پارتی.[۸۷]
- اسکات دس‌یارلیس، نمایندهٔ جمهوریخواه مجلس آمریکا از حوزه انتخابیه چهارم تنسی (۲۰۱۱–تا کنون). In December 2011, Chris Carroll of the Chattanooga Times Free Press wrote that DesJarlais "went full tea party" in his 2010 campaign.[۸۸]
- استفن فینچر، نمایندهٔ جمهوریخواه مجلس آمریکا از حوزه انتخابیه هشتم تنسی (۲۰۱۱–تا کنون) و از اعضای کاکس تی پارتی.[۸۹]
- Phil Roe، نمایندهٔ جمهوریخواه مجلس آمریکا از حوزه انتخابیه اول تنسی (۲۰۰۹–تا کنون) و از اعضای کاکس تی پارتی.[۹۰]

## تگزاس
- جو بارتون، نماینده جمهوریخواه مجلس نمایندگان ایالات متحده آمریکا از حوزه انتخابیه ششم تگزاس (۱۹۸۵–تا کنون) و عضوی از کاکس تی پارتی. Barton described himself in October 2010 as having been "Tea Party when Tea Party wasn't cool."[۹۱]
- Michael Burgess، نمایندهٔ جمهوریخواه مجلس آمریکا از حوزه انتخابیه بیست‌وششم تگزاس (۲۰۰۳–تا کنون) و از اعضای کاکس تی پارتی.[۹۲]
- Quico Canseco، نمایندهٔ جمهوریخواه مجلس آمریکا از حوزه انتخابیه بیست‌وسوم تگزاس (۲۰۱۱–تا کنون). In his 2010 campaign, Canseco allied himself with the tea party.[۹۳]
- John Carter، نمایندهٔ جمهوریخواه مجلس آمریکا از حوزه انتخابیه سی‌ویکم تگزاس (۲۰۰۳–تا کنون)، the secretary of the House Republican Conference و عضوی از کاکس تی پارتی.[۹۴]
- جان کالبرسن، نمایندهٔ جمهوریخواه مجلس آمریکا از حوزه انتخابیه هفتم تگزاس (۲۰۰۱–تا کنون) و از اعضای کاکس تی پارتی.[۹۵]
- تد کروز، سناتور جمهوریخواه ایالات متحده (۲۰۱۳-تا کنون). Michelle Cottle of the Daily Beast says that Cruz is "the delight of the Tea Party anti-establishment conservatives"[۹۶]
- David Dewhurst, Republican Lieutenant Governor of Texas (۲۰۰۳–تا کنون). In April 2012 Gary Scharrer of the Houston Chronicle wrote that Dewhurst "emphasizes that he embraced the core principles of the Tea Party, before that movement gained momentum".[۹۷]
- بلیک فرنتهولد، نمایندهٔ جمهوریخواه مجلس آمریکا از حوزه انتخابیه بیست‌وهفتم تگزاس (۲۰۱۱–تا کنون) و از اعضای کاکس تی پارتی.[۹۸]
- لوئی گومرت، نمایندهٔ جمهوریخواه مجلس آمریکا از حوزه انتخابیه اول تگزاس (۲۰۰۵–تا کنون) و از اعضای کاکس تی پارتی.[۹۹]
- رالف هال، نمایندهٔ جمهوریخواه مجلس آمریکا از حوزه انتخابیه چهارم تگزاس (۱۹۸۱–تا کنون) و از اعضای کاکس تی پارتی.[۱۰۰]
- کنی مارچنت، نمایندهٔ جمهوریخواه مجلس آمریکا از حوزه انتخابیه بیست‌وچهارم تگزاس (۲۰۰۵–تا کنون) و از اعضای کاکس تی پارتی.[۱۰۱]
- Debra Medina, Republican cوidate for Governor of Texas in ۲۰۱۰. In January 2011 Richard Dunham of the Houston Chronicle described Medina as "the original Texas Tea Party leader."[۱۰۲]
- رندی نوگبائور، نمایندهٔ جمهوریخواه مجلس آمریکا از حوزه انتخابیه نوزدهم تگزاس (۲۰۰۳–تا کنون) و از اعضای کاکس تی پارتی.[۱۰۳]
- ران پال، نمایندهٔ جمهوریخواه مجلس آمریکا از Texas's 22nd (۱۹۷۶–۷۷، ۱۹۷۹–۸۵) و حوزه انتخابیه چهاردهم تگزاس کنگره (۱۹۹۷–۲۰۱۳) و ۱۹۸۸، ۲۰۰۸ و ۲۰۱۲ presidential cوidate. In November 2010, Joshua Green of آتلانتیک (مجله) described Paul as the tea party's "intellectual godfather".[۱۰۴]
- تداپو، نمایندهٔ جمهوریخواه مجلس آمریکا از حوزه انتخابیه دوم تگزاس (۲۰۰۵–تا کنون) و از اعضای کاکس تی پارتی.[۱۰۵]
- پته سشنز، نمایندهٔ جمهوریخواه مجلس آمریکا از Texas's حوزه انتخابیه پنجم تگزاس (۱۹۹۷–۲۰۰۳) و حوزه انتخابیه سی‌ودوم تگزاس (۲۰۰۳–تا کنون)، chair of the National Republican Congressional Committee و از اعضای کاکس تی پارتی.[۱۰۶]
- Lamar Smith، نمایندهٔ جمهوریخواه مجلس آمریکا از حوزه انتخابیه بیست‌ودوم تگزاس (۱۹۸۷–تا کنون) و از اعضای کاکس تی پارتی.[۱۰۷]

## یوتا
- رب بیشاپ، نماینده جمهوریخواه مجلس نمایندگان ایالات متحده آمریکا از حوزه انتخابیه اول یوتا (۲۰۰۳–تا کنون) و عضوی از کاکس تی پارتی. Bishop has appeared at Tea Party rallies in Utah.[۱۰۸]
- جیسون چفز، نمایندهٔ جمهوریخواه مجلس آمریکا از حوزه انتخابیه سوم یوتا (۲۰۰۹–تا کنون). In August 2011, Amy Walter of ای‌بی‌سی نیوز described Chaffetz as "a rising star in the Tea Party movement".[۱۰۹]
- مایک لی (سیاست‌مدار)، سناتور جمهوریخواه ایالات متحده (۲۰۱۱–تا کنون) و از اعضای کاکس تی پارتی.[۱۱۰]

## ویرجنیا
- اریک کنتر، نماینده جمهوریخواه مجلس نمایندگان ایالات متحده آمریکا از حوزه انتخابیه هفتم ویرجینیا (۲۰۰۱–تا کنون) و رهبر اکثریت سنا (۲۰۱۱–تا کنون). In October 2011, Daniel Stone of نیوزویک described Cantor as "the Republican leadership's tether to the Tea Party".[۱۱۱]

## واشیگتن
- Kirby Wilbur, chair of the Washington State Republican Party (۲۰۱۱–تا کنون). In January 2011, Kasie Hunt of پلیتیکو described Wilbur as "tea party-affiliated".[۱۱۲]

## ویرجینیای غربی
- Bill Maloney، حزب جمهوری‌خواه ایالات متحده آمریکا nominee for Governor of West Virginia in ۲۰۱۱. In May 2011, David Catanese of Politico described Maloney's victory in the gubernatorial primary as "the most substantial signal to date that the tea party movement continues to resonate six months after its historical midterm victories."[۱۱۳]
- دیوید مک‌کینلی، نماینده جمهوریخواه مجلس نمایندگان ایالات متحده آمریکا از حوزه انتخابیه اول ویرجینیای غربی (۲۰۱۱–تا کنون) و عضوی از کاکس تی پارتی.[۱۰۵]

## وایومینگ
- سینتیا لومیس، نماینده جمهوریخواه مجلس نمایندگان ایالات متحده آمریکا از حوزه انتخابیه کلی وایومینگ (۲۰۰۹–تا کنون) و a founding member of the Tea Party Caucus.[۱۱۴]